# Jacob Heinrich von Flemming
Jacob Heinrich von Flemming (Trzęsacz, 3 marzo 1667 – Vienna, 30 aprile 1728) è stato un politico e generale tedesco.
Era figlio del Consigliere segreto della Marca di Brandeburgo, Georg Caspar von Flemming e nipote del feldmaresciallo Heino Heinrich von Flemming.

## Biografia

### Carriera militare e politica
Fu accompagnatore di Guglielmo d'Orange in Inghilterra dopo la Gloriosa Rivoluzione (1688) e combatté per il Brandeburgo nel corso della guerra della Grande Alleanza, partecipando nel 1690 alla battaglia di Fleurus e poi, nel 1691, a quella di Leuze. Nello stesso anno entrò a far parte del Ordine di San Giovanni del baliaggio di Brandeburgo e nel 1693 prese parte, sotto il comando del duca di Schonberg, alla battaglia della Marsaglia quindi passò al servizio della Sassonia, nominato comandante dallo stesso principe elettore.
Dopo la morte del principe elettore (1694), Flemming venne nominato aiutante generale del successore, Augusto il Forte, soprattutto poiché quest'ultimo, al contrario di Flemming, parlava solo un pessimo francese, ma anche perché Flemming aveva fama di soldato valoroso. Inoltre Flemming, oltre a un fluente tedesco e francese, parlava inglese e persino polacco, dato che in Polonia aveva una parentela diffusa e influente; il principe Augusto quindi, che anelava al trono polacco (dalla morte del re Giovanni III di Polonia il trono della Polonia era vacante), lo nominò suo inviato a Varsavia nel 1697.
Flemming vide che solo un quarto dei voti spettavano ad Augusto e si adoperò, con una tattica non convenzionale, per assicurare ad Augusto la corona, invece di favorire il suo signore direttamente. Così egli aiutava sempre nuovi candidati finché ne mancavano ancora altri otto e la concorrenza era divisa e priva di speranza.
Tuttavia alla fine vi fu un testa-a-testa con il principe Conti, che giunse a cose fatte, poiché Augusto si era già insediato, avendogli Flemming fatto prestare pubblico giuramento sui Pacta conventa, un documento che fungeva da Costituzione per la Polonia.
Nel 1698 Augusto nominò Flemming maggior generale dell'esercito sassone, consigliere segreto di guerra e direttore generale delle poste sassoni (quest'ultimo incarico costò a Flemming 150.000 talleri). Nel 1699 Flemming divenne luogotenente generale gran maresciallo della Lituania.
Nel 1700 Flemming prese parte alla campagna di Livonia e Curlandia, e con Augusto il Forte diede inizio alla Grande guerra del Nord contro Carlo XII di Svezia. 
Flemming occupò con le sue truppe le Düna-Schanze presso Riga, che fece chiamare "Augustenburg", ma nel 1701 gli svedesi sconfissero l'esercito russo-sassone nella battaglia del Düna. Nel 1702 egli rimase gravemente ferito nella battaglia di Klissow e nel 1703 fu inviato come legato a Copenaghen.
Nello stesso anno si occupo di politica interna, essendo caduto in disgrazia il Gran Cancelliere Wolf Dietrich von Beichlingen, alle cui spalle egli si arricchì personalmente.
Nel 1705 il Principe Elettore lo nominò generale di cavalleria e ministro della guerra. Con il trattato di Altranstädt Carlo XII di Svezia reclamò l'estradizione di Flemming, che, avendo possedimenti in Pomerania, doveva essere considerato cittadino svedese. Flemming liberò il Principe Elettore dall'impiccio, partendo per la Prussia, ove il suo titolo di conte proprietario terriero della Pomerania Orientale gli venne a proposito, poiché gli consentiva di muoversi libero in ogni momento nella Prussia. Quando gli svedesi lasciarono la Polonia (Carlo XII si era rivolto contro la Russia e nel 1709 sarà sconfitto nella campagna di Poltava) Augusto il Forte, ora nuovamente re di Polonia, richiamò nel 1907 Flemming come governatore della Residenza di Dresda. Nel 1712 Flemming divenne Maresciallo di campo e Presidente del Consiglio segreto di Guerra e condusse le truppe sassoni nella campagna di Pomerania del 1715/1716 contro quelle svedesi, al comando del generale Magnus Stenbock, partecipando, tra l'altro all'assedio di Stralsund e di Tönning ed alla battaglia di Gadebusch.
Nel 1715 Flemming, dopo la conclusione vittoriosa della campagna nel nord della Germania, condusse le truppe sassoni in Polonia, dove avrebbe voluto che rimanessero. Contro i suoi propositi però si formò, allo scopo di rendere la casa dei Wettin ereditaria del trono di Polonia, la Confederazione di Tarnogród, le cui truppe egli sconfisse alla fine del 1715 a Sandomierz. Dopo di che Flemming trattò con i confederati e ottenne nel 1716 un nuovo riconoscimento di Augusto il Forte come re di Polonia, ma dovette trasferire dalla Polonia l'esercito sassone fino a una consistenza di 1200 uomini. Nel 1719 Flemming sottoscrisse l'alleanza di Augusto il Forte con l'Imperatore e con l'elettorato di Hannover contro la Prussia.

### Vita privata
Nel 1714 Flemming acquistò il Palaizzo Flemming-Sulkowski a Dresda, lo fece ampliare e abbellire con una elegante scala; nel 1724 la cedette al re, per poi riacquistarla tra il 1726 e li 1728. Nel 1715 fece costruire l'odierna Elbflügel del Palazzo giapponese di Dresda, che nel 1717 vendette al re e che riacquistò dal 1722 al 1726. Come residenza estiva davanti alla porta di Dresda commissionò verso il 1725 il castello di Übigau, che tuttavia già poco prima del suo completamento, egli vendette al re di Polonia Augusto il Forte. Nel 1724 acquistò dal fallimento del consigliere di Corte e di Giustizia Thomas August von Fletscher il castello di Crossen, che rimarrà in possesso della sua famiglia fino al 1925.
Nel 1725, dopo aver divorziato dalla prima moglie, la contessa Franziska Sapieha, sposò la figlia del Gran Cancelliere lituano, Thekla Radziwiłł.
Jacob Heinrich, conte di Flemming, morì il 30 aprile 1728, dopo un viaggio diplomatico a Vienna e la sua salma fu traslata in Sassonia e inumata nella chiesa della sua proprietà di Putzkau presso Bautzen.

### Immagini delle proprietà di Flemming

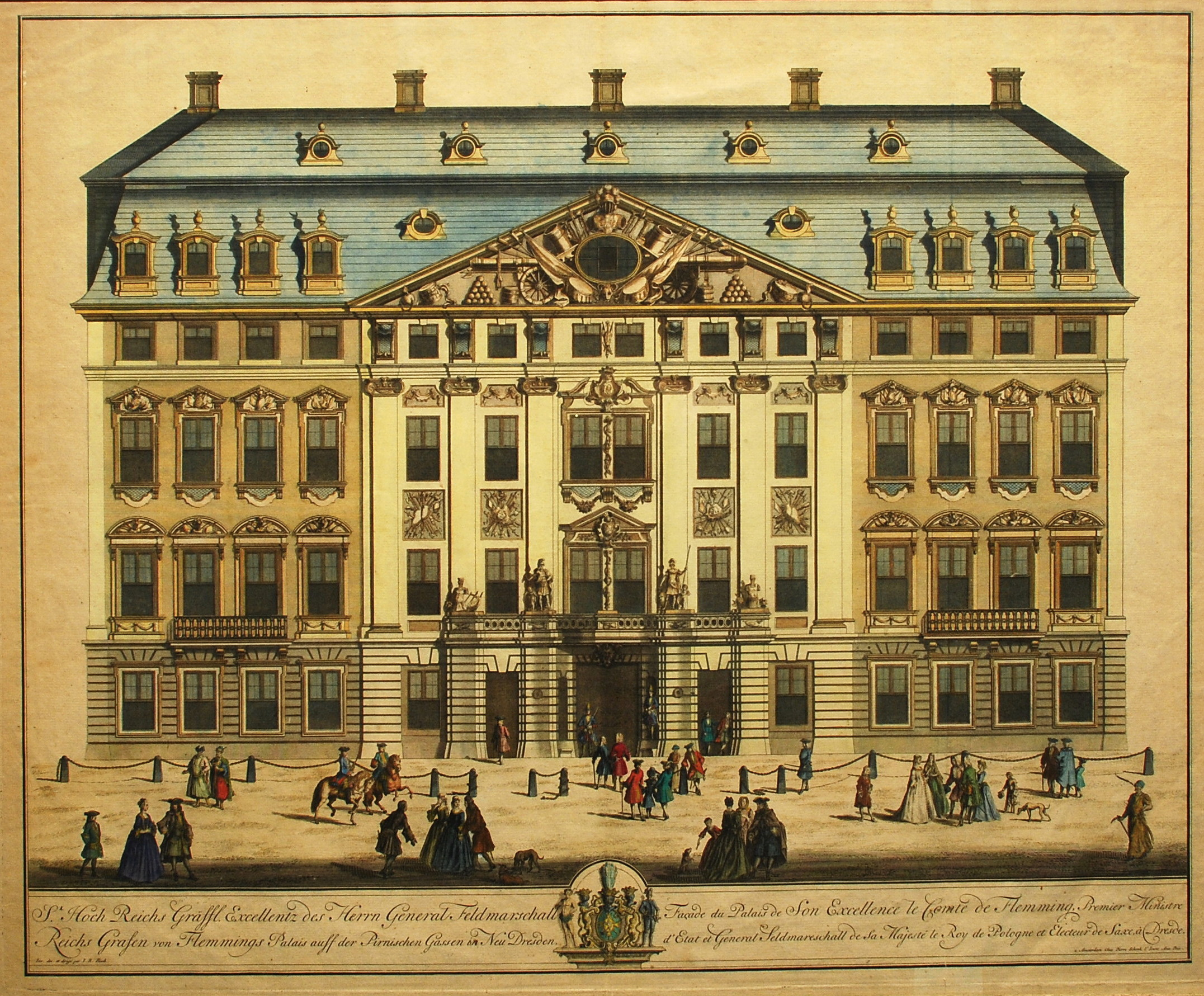
Palazzo Flemming-Sulkowski
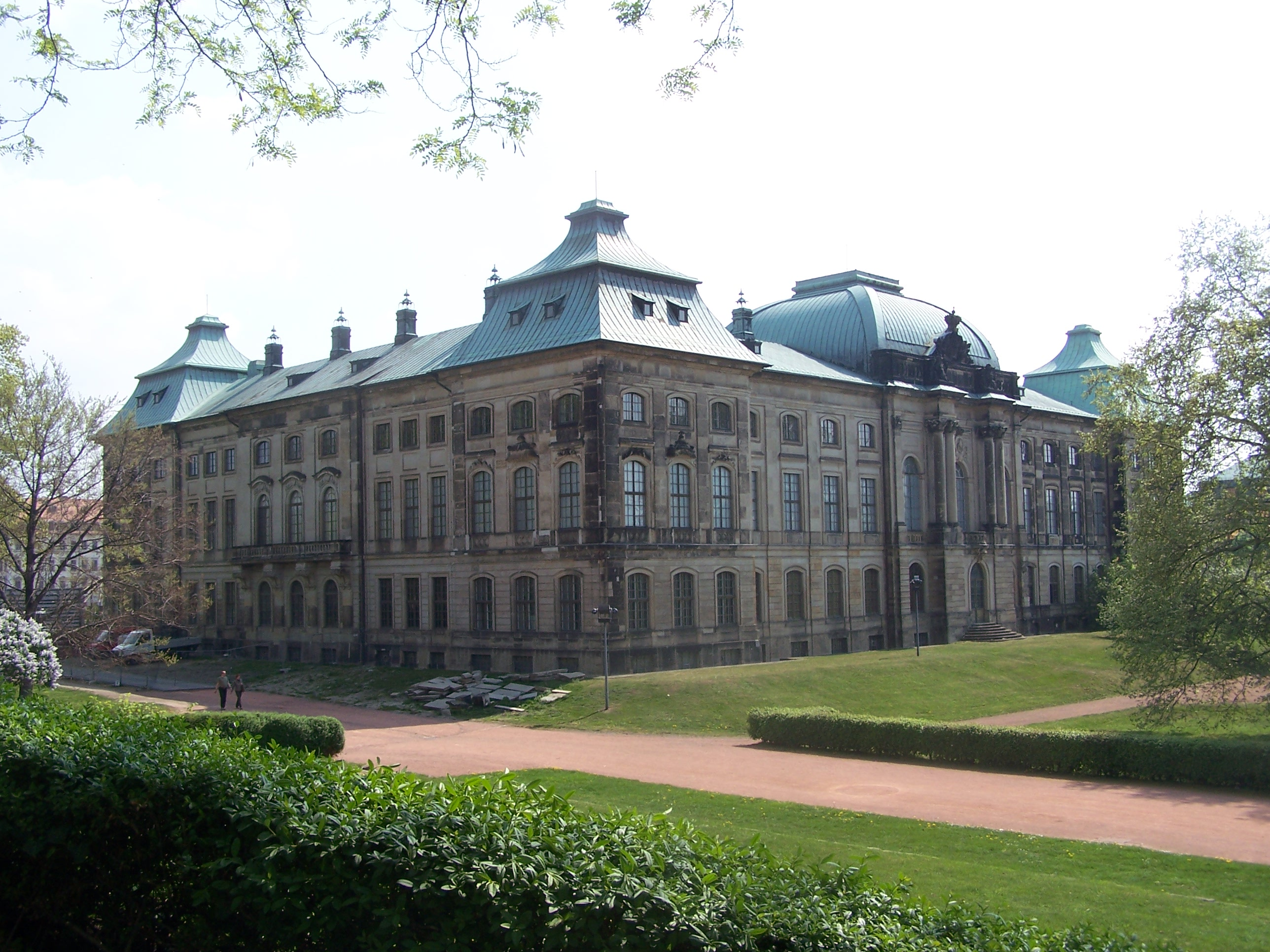
Palazzo giapponese a Dresda
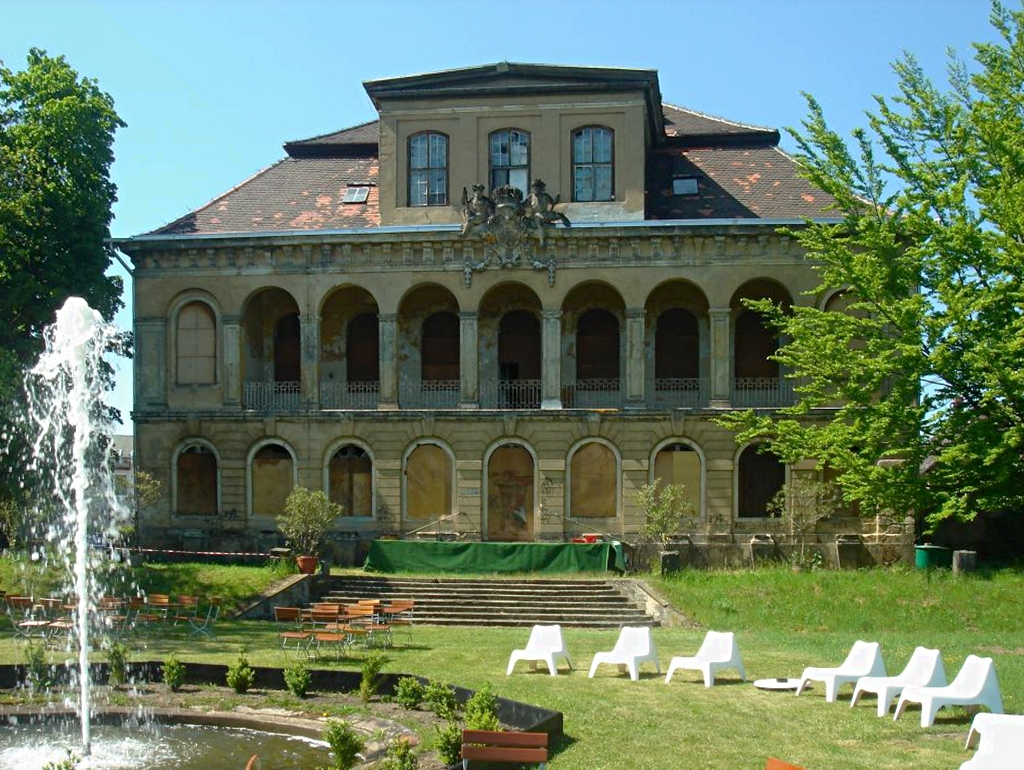
Castello di Übigau
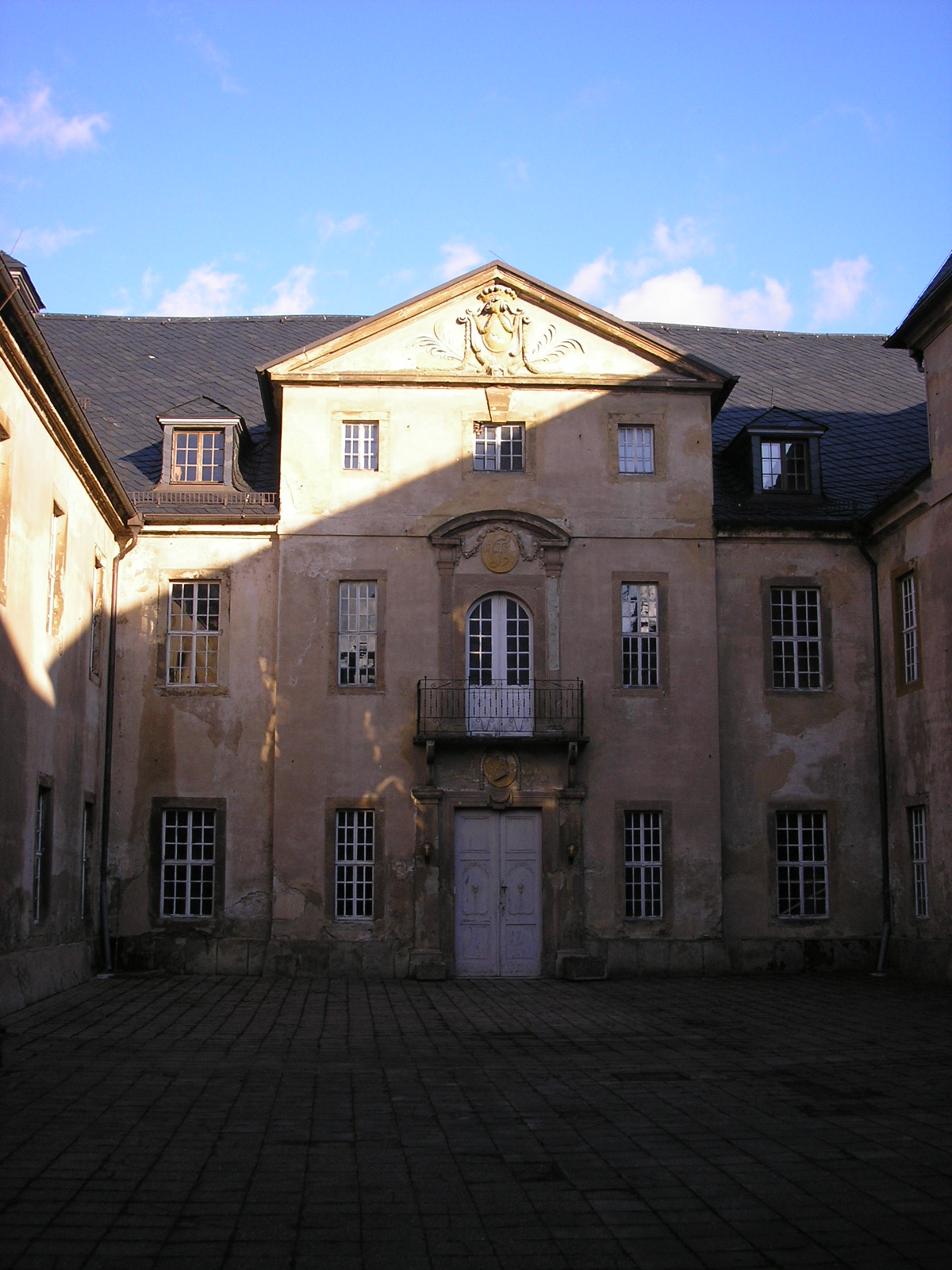
Castello di Crossen, Turingia